# (72512) 2001 DR75
(72512) 2001 DR75 – planetoida z pasa głównego asteroid okrążająca Słońce w ciągu 4,13 lat w średniej odległości 2,57 j.a. Odkryta 20 lutego 2001 roku.